# Aleksandros Papadimitriu
Aleksandros Papadimitriu (gr. Αλέξανδρος Παπαδημητρίου, ur. 18 czerwca 1973, Larisa) – grecki lekkoatleta specjalizujący się w rzucie młotem. Jego rekord życiowy wynosi 80,45 metrów, osiągnięty w lipcu 2000 roku w Atenach. Jest to aktualny rekord Grecji w tej konkurencji, olimpijczyk z igrzysk z lat 1996, 2000, 2004, 2008 i 2012, 14-sto krotny mistrz kraju.

## Kariera

### Edukacja
W młodości wyjechał do USA. Uczęszczał na University of Texas w El Paso.

### Mistrzostwa Europy
Brązowy medalista z Monachium z roku 2002. Zdobył trzy medale na igrzyskach śródziemnomorskich – dwa srebrne: z Radis (2001) i Almeríi (2005) oraz jeden brązowy z Pescary (2009).

### Igrzyska olimpijskie
Brał udział w 5 kolejnych igrzyskach, zaczynając od roku 1996 do 2012. W eliminacjach rzutu młotem na Igrzyskach w Londynie zajął 37. miejsce z rzutem na odległość 67,19 metrów.

#### Wyniki na Igrzyskach olimpijskich[7]
- IO 1996 - 16. miejsce
- IO 2000 - 12. miejsce
- IO 2004 - 17. miejsce
- IO 2008 - 18. miejsce
- IO 2012 - 37. miejsce